# Chonecolea acutiloba
Chonecolea acutiloba là một loài rêu tản trong họ Chonecoleaceae. Loài này được (Schiffner) R.M. Schust. miêu tả khoa học lần đầu tiên năm 1980.